# Strada regia
Col termine strada regia (o via regia, o anche strada postale) si indica genericamente una strada istituita da un'autorità statale rilevante (ad esempio un regno, da cui il nome) per unire due luoghi importanti del medesimo dominio oppure due capitali di stati diversi.
Le strade regie erano di notevole ampiezza per consentire il passaggio del traffico ordinario ma anche, e soprattutto, dei corrieri regi, cioè dei messaggeri e degli incaricati del sovrano che dovevano recapitare altrove messaggi urgenti e che quindi necessitavano di vie dritte, sicure ed a scorrimento veloce per giungere a destinazione il prima possibile. Inoltre le strade regie erano solitamente contraddistinte dalla presenza di numerose stazioni di posta e di cambio cavalli che servivano ai viaggiatori e ai corrieri per poter percorrere distanze maggiori nel minor tempo possibile. 
Spesso le strade regie percorrevano, almeno in Italia, le antiche strade romane che erano servite al medesimo scopo, ma alcune vennero realizzate completamente ex novo. Se le strade erano costruite tra due stati, spesso i due governi concorrevano in maniera egualitaria alla loro realizzazione, fatto valido anche nel caso di opere infrastrutturali più complesse asservite alla strada come ad esempio ponti o gallerie.
Nel periodo antecedente l'età napoleonica le strade regie collegavano le capitali degli stati alle singole province e costituivano pertanto la più importante delle tre classi viarie dell'epoca (le altre due erano le strade comunali e le strade private). Le spese di costruzione e di manutenzione delle strade regie erano interamente a carico degli stati, secondo una prassi diffusa a quel tempo in gran parte d'Europa.